# بایرون دورگن
بایرون دورگن (به انگلیسی: Byron Dorgan) سناتور سابق عضو حزب دموکرات ایالات متحده آمریکا بود. وی در سال ۱۹۹۲ تا ۲۰۱۱ میلادی سناتور ایالت داکوتای شمالی در سنای ایالات متحده آمریکا بود.